# Keanan Bennetts
Keanan Chidozie Bennetts (Londra, 9 marzo 1999) è un calciatore inglese con cittadinanza tedesca, centrocampista del Notts County.

## Carriera

### Club
Nato a Londra da madre tedesca e padre nigeriano, entra a far parte del settore giovanile del Tottenham nel 2013, rimanendovi per cinque stagioni.
Nel 2018 si trasferisce al Borussia M'gladbach che lo aggrega inizialmente alla propria seconda squadra militante in Regionalliga; debutta il 21 settembre nel match vinto 3-1 contro l'Herkenrath mentre la prima rete arriva il 16 aprile 2019 contro il Verl.
Il 16 giugno 2020 fa il suo esordio professionale in prima squadra entrando in campo nei minuti finali dell'incontro di Bundesliga vinto 3-0 contro il Wolfsburg. Il 2 ottobre seguente viene ceduto in prestito all'Ipswich Town per tutta la durata della stagione.
Autore di una rete in 30 match fra League One e coppe nazionali, nel 2021 fa rientro al club tedesco che lo aggrega in pianta stabile alla prima squadra.

### Nazionale
Dopo due presenze con l'Under-15 tedesca, nel 2014 sceglie di optare per la nazionale inglese; nel 2019 declina la chiamata da parte del CT della Nigeria Under-20 in vista del Mondiale di categoria.

## Statistiche

### Presenze e reti nei club
Statistiche aggiornate al 15 dicembre 2021.
| Stagione        | Squadra                | Campionato      | Campionato | Campionato | Coppe nazionali | Coppe nazionali | Coppe nazionali | Coppe continentali | Coppe continentali | Coppe continentali | Altre coppe | Altre coppe | Altre coppe | Totale | Totale |
| Stagione        | Squadra                | Comp            | Pres       | Reti       | Comp            | Pres            | Reti            | Comp               | Pres               | Reti               | Comp        | Pres        | Reti        | Pres   | Reti   |
| --------------- | ---------------------- | --------------- | ---------- | ---------- | --------------- | --------------- | --------------- | ------------------ | ------------------ | ------------------ | ----------- | ----------- | ----------- | ------ | ------ |
| 2018-2019       | Borussia M'gladbach II | RL              | 21         | 1          |                 | -               | -               |                    | -                  | -                  |             | -           | -           | 21     | 1      |
| 2019-2020       | Borussia M'gladbach II | RL              | 2          | 1          |                 | -               | -               |                    | -                  | -                  |             | -           | -           | 2      | 1      |
| set. 2020       | Borussia M'gladbach II | RL              | 2          | 0          |                 | -               | -               |                    | -                  | -                  |             | -           | -           | 2      | 0      |
| 2019-2020       | Borussia M'gladbach    | BL              | 1          | 0          | CG              | 0               | 0               |                    | -                  | -                  |             | -           | -           | 1      | 0      |
| 2020-2021       | Ipswich Town           | FL1             | 28         | 1          | FACup+CdL       | 1+0             | 0               |                    | -                  | -                  | EFL Trophy  | 1           | 0           | 31     | 1      |
| 2021-2022       | Borussia M'gladbach II | RL              | 5          | 0          |                 | -               | -               |                    | -                  | -                  |             | -           | -           | 5      | 0      |
| 2021-2022       | Borussia M'gladbach    | BL              | 4          | 0          | CG              | 1               | 0               |                    | -                  | -                  |             | -           | -           | 5      | 0      |
| Totale carriera | Totale carriera        | Totale carriera | 63         | 3          |                 | 2               | 0               |                    | -                  | -                  |             | 1           | 0           | 66     | 3      |